# سعادت‌ملوک تابش
سعادت ملوک تابش هروی (زادهٔ ۱۳۳۰ در هرات) نویسنده، مدرس، شاعر فارسی‌زبان، و سیاستمدار اهل افغانستان است. اشعاری که او در دههٔ پنجاه خورشیدی با در هم آمیختن افکار فلسفی و احساسات شاعرانه در قالب نیمایی سروده بود، نامش را در محافل ادبی افغانستان برجسته کرد. تابش پس از انقلاب ثور در افغانستان، به‌ناچار به ایران مهاجرت کرد، در مشهد سکنی گزید، و در عرصهٔ سیاست فعال شد. در این هنگام او به نوشتن چندین رسالهٔ سیاسی، اجتماعی، و نیز روان‌شناختی اجتماعی دربارهٔ افغانستان پرداخت. پس از ادغام حزب اسلامی رعد افغانستان در حزب وحدت اسلامی افغانستان، از سیاست کناره گرفت و به پژوهش و تحقیق در امور عرفانی و دینی مشغول شد. با سقوط طالبان به افغانستان بازگشت ولی غیرسیاسی ماند. پس از چند سال رنج بردن از ناراحتی قلبی، در میزان ۱۳۸۹ سکتهٔ قلبی کرد. انتقالش به هندوستان برای مداوا بی‌اثر ماند و در دهلی درگذشت.

## آثار
تابش ۲۳ کتاب نثر، ۲۲ کتاب شعر و بیش از ۷۰۰ جلسه سخنرانی عرفانی دارد.

## کتابشناسی
- کتاب‌های نثر

1. امام سجاد و انقلابی دیگر
2. آرمان‌های فاطمی
3. قرآن و دیدگاه‌های زیبائی شناسی
4. علامه شهید سید اسماعیل بلخی و اندیشه‌های او
5. نمودها و مؤلفه‌های حیات و حاکمیت رحمانی - در ۲ جلد
6. نمودها و مؤلفه‌های حیات و حاکمیت شیطانی - در ۲ جلد
7. سرآغاز فاجعه جدید در تاریخ معاصر افغانستان
8. طلوع انقلاب اسلامی
9. ریشه‌ها و پیامدهای روانپریشی
10. جامعه‌شناسی سیاسی افغانستان
11. مارکسیسم در افغانستان
12. شکوه شهادت
13. نمودهای وابستگی
14. موقعیت خوشنویسی از دیدگاه اسلام
15. هویت ستیزی
16. افغانستان و تهدید غرب
17. هدف گرائی و هدف گزینی
18. راز و رمز نویسندگی
19. همسرداری و همسرگرایی
20. دریچه ای بر تمدن معنی دار
21. فرهنگ واره فارسی - عربی
22. تهاجم و شکست شوروی در افغانستان
23. انسان دلسوز به خویشتن

- کتاب‌های شعر

1. بوتی از کوثر
2. فرمود عقیلهٔ تبار عشاق
3. شمیم صحرا
4. کاروان ناله
5. طور خونین
6. بیتابی اشراق
7. دوراهی
8. چند کلمه
9. نمایش آواز
10. برکه ذکر
11. بلور نیاز
12. هاله‌ای از تکبیر
13. لای بازوان آفتابی نسیم
14. سرودهای مهاجر
15. لحظه‌های طلوع
16. از سبوی دل
17. غزل‌های انقلابی
18. مهری در نیمه شب
19. نیایش‌های مردود
20. هذیان
21. در انتظار شعر سپید
22. شعر آفرینش